# Vorstendom Anhalt-Aschersleben
Het vorstendom Anhalt-Aschersleben (Duits: Fürstentum Anhalt-Aschersleben) was een wereldlijk vorstendom in het Heilige Roomse Rijk. Het werd geregeerd door het huis Anhalt-Aschersleben, een zijtak van de dynastie der Ascaniërs.
Anhalt-Aschersleben ontstond rond 1259, na de verdeling van Anhalt tussen de drie zoons van Hendrik I. De oudste zoon, Hendrik II de Vette, kreeg het graafschap Aschersleben en de bezittingen van de dynastie in de oostelijke Harz. Met de kinderloze dood van graaf Otto II stierf het huis Anhalt-Aschersleben uit. Aanvankelijk wist Bernhard II van Anhalt-Bernburg het hele gebied in handen te krijgen, maar in 1322 verloor zijn opvolger het graafschap Aschersleben aan de prins-bisschop van Halberstadt.

## Vorsten
- 1259 – 1266: Hendrik II de Vette
- 1266 – 1283: Otto I en Hendrik III
- 1283 – 1305: Otto I
- 1305 – 1315: Otto II